# Karl Hoffmann (Jurist, 1908)
Karl Albert Paul Hoffmann (* 25. Oktober 1908 in Friedenau bei Berlin; † 22. Juli 1978 in Nürnberg) war ein deutscher Jurist, u. a. Verteidiger während der Nürnberger Prozesse.

## Leben
Karl Hoffmann studierte an der Universität Berlin. Später promovierte er. Zum 1. April 1933 trat er der NSDAP bei (Mitgliedsnummer 1.768.644). Nach dem Krieg wurde er mit der Kategorie 4 „Mitläufer“ entnazifiziert.
Im Ärzte-Prozess (Fall 1 der Nachfolgeprozesse; USA gegen Karl Brandt et al.), welcher von Dezember 1946 bis August 1947 dauerte, war er Verteidiger von Adolf Pokorny. Pokorny wurde für unschuldig befunden und freigesprochen.
Im Prozess Wirtschafts-Verwaltungshauptamt der SS (Fall 4 der Nachfolgeprozesse; USA gegen Oswald Pohl et al.), welcher ohne Revision von Anfang April 1947 bis Anfang November 1947 dauerte, war er einziger Verteidiger von Rudolf Scheide und ab 17. August 1948 als Nachfolger von Eduard Belzer Verteidiger von Karl Sommer. Scheide wurde freigesprochen. Sommer wurde in drei Anklagepunkten für schuldig befunden, zum Tode verurteilt, was später erst in lebenslängliche Haft umgewandelt und dann auf 20 Jahre Haft reduziert wurde, wobei er 1953 vorzeitig aus der Haft entlassen wurde.
Im I.G.-Farben-Prozess (Fall 6 der Nachfolgeprozesse), welcher von Mitte August 1947 bis Ende Juli 1948 dauerte, war er Verteidiger von Erich von der Heyde und ab 15. Dezember 1947 Verteidiger von Otto Ambros. Von der Heyde wurde in allen Anklagepunkten für unschuldig befunden und freigesprochen. Ambros wurde in einem von vier Anklagepunkten für schuldig befunden und zu 8 Jahren Haft verurteilt, woraus er 1952 entlassen wurde.
Im Einsatzgruppen-Prozess (Fall 9 der Nachfolgeprozesse; USA gegen Otto Ohlendorf et al.), welcher von Mitte August 1947 bis Ende Juli 1948 dauerte, war er Verteidiger von Gustav Adolf Nosske. Nosske wurde zu lebenslanger Haft verurteilt, aber 1951 vorzeitig entlassen.
Im März 1954 wurde er durch Hans Lamm, welchen er aus dem I.G.-Farben-Prozess her kannte, mit der rechtlichen Bewertung möglicher Ansprüche auf Wiedergutmachung und Entschädigung beauftragt. Lamm kritisierte zwar die Arbeit von Hoffmann; sie war seiner Meinung nach zu langsam; aber Hoffmann blieb trotzdem mehrere Jahre sein Rechtsbeistand. Ein Antrag auf Auszahlung aufgrund Dringlichkeit, da Lamm arbeitslos war, Ende Juni 1955 wurde entgegen der Annahmen nicht schneller bearbeitet, sodass auch ein Jahr später noch keine Auszahlung an Lamm erfolgt war. Im März 1957 wurde eine Entschädigungssumme an Hoffmann ausgezahlt, welcher er an Lamm weiterleitete. Im Bescheid sah Lamm aber die Möglichkeit auf weitere Entschädigung, sodass er bereits im darauffolgenden Monat einen weiteren Antrag stellte, welcher aber nur knapp die Hälfte der beantragten Summe einbrachte. Am 28. Januar 1958 reichte Hoffmann für Lamm eine Klage gegen den Freistaat Bayern ein. Erst am 10. November 1965 erfolgte die Auszahlung der restlichen Summe.